# Ghiacciaio Bulbur
Il ghiacciaio Bulbur (in inglese Bulbur Glacier) è un ghiacciaio situato sull'isola Thurston, al largo della costa di Eights, nella Terra di Ellsworth, in Antartide. Il ghiacciaio, il cui punto più alto si trova a circa 200 m s.l.m., fluisce verso sud lungo il versante occidentale delle rocce Boker, nella parte centro-meridionale dell'isola, fino ad entrare nella cala di O'Dowd, andando così ad alimentare la piattaforma glaciale Abbot.

## Storia
Il ghiacciaio Bulbur è stato così battezzato dal Comitato consultivo dei nomi antartici in onore di E.R. Bulbur, uno dei fotografi del Gruppo Orientale dell'Operazione Highjump, che scattò fotografie aeree di questo ghiacciaio e delle aree costiere adiacenti nel periodo 1946-47.